# Nueces-Streifen

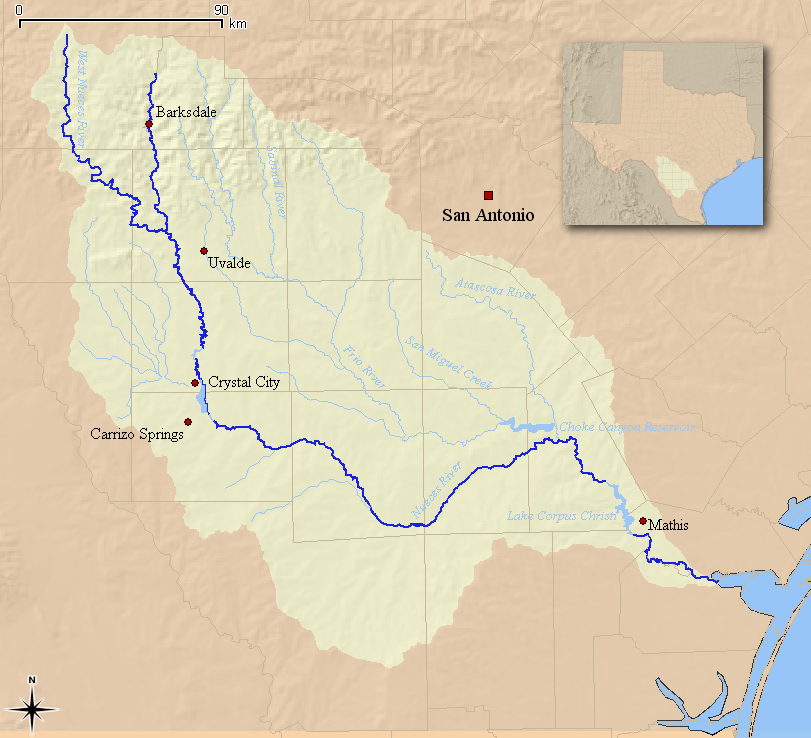
Der Nueces-Streifen erstreckt sich südwestlich des Nueces River bis zur heutigen Grenze zwischen den Vereinigten Staaten und Mexiko

Der Nueces-Streifen (engl. Nueces Strip oder auch Wild Horse Desert genannt) ist ein bis zu 240 Kilometer breiter Landstreifen zwischen dem Nueces River und dem Rio Grande. Das Eindringen US-amerikanischer Truppen im Jahre 1846 in dieses Gebiet war einer der Auslöser des Mexikanisch-Amerikanischen Krieges. Die Zugehörigkeit des Landstreifens zu den Vereinigten Staaten wurde mit dem Vertrag von Guadalupe Hidalgo offiziell anerkannt, der diesen Krieg 1848 beendete.
Der Landstreifen blieb auch nach der Klärung der Gebietsansprüche bekannt für seine raue und brutale Lebensbedingungen. Immer wieder kam es zu Auseinandersetzungen zwischen Siedlern und Indianern sowie zwischen Anglo-Amerikanern und aus Mexiko stammenden Siedlern. Er wurde in der zweiten Hälfte des 19. Jahrhunderts zu einem Haupteinsatzgebiet der Texas Rangers.

## Beanspruchung des Nueces-Streifens als einer der Auslöser des Mexikanisch-Amerikanischen Krieges
Seit der Annexion von Texas am 19. Februar 1845 vertraten einige US-amerikanische Politiker die Ansicht, der Rio Grande stelle sowohl die südliche als auch die westliche Grenze dar. Dieser Anspruch war jedoch keinesfalls gesichert. Unter mexikanischer Verwaltung war die Grenze zwischen den Staaten Texas und Coahuila der Nueces River gewesen. Dem mexikanischen Standpunkt nach bildete dieser trotz der Unabhängigkeit Texas’ weiterhin die Grenze. Auch in den Vereinigten Staaten war die Forderung nach dem Rio Grande als Grenze umstritten. Selbst Außenminister James Buchanan fand den Anspruch zweifelhaft.
Trotz dieser Bedenken bestand der US-amerikanische Präsident James K. Polk auf diesen Forderungen und befahl General Zachary Taylor, seine Armee in die Nähe des Rio Grande zu verlegen. Taylor bezog im Nueces-Streifen, d. h. südlich des Nueces River, aber weit nördlich des Rio Grande, ein Lager. Die Verlegung US-amerikanischer Truppen auf von Mexiko beanspruchtes Gebiet südlich des Nueces River stellte eine Provokation dar; die mexikanische Regierung unternahm jedoch keine Gegenmaßnahmen außer der Entsendung von Soldaten zum Rio Grande, unter der Auflage, südlich des Flusses zu bleiben. Polk forderte Taylor wiederholt auf, näher an den Rio Grande heranzurücken, zuletzt am 13. Januar 1846. Taylor verzögerte allerdings den Abmarsch und erreichte den Rio Grande erst am 28. März 1846. General Pedro de Ampudia verlangte, dass Taylor sich auf ein Gebiet nördlich des Nueces River zurückziehen sollte. Taylor lehnte ab und begann, gegenüber von Matamoros ein Fort zu errichten und den Rio Grande abzuriegeln. Als Mexiko nicht sofort reagierte, entschloss sich Polk, den Kongress um eine Kriegserklärung gegen Mexiko zu bitten. Bevor dies geschah, erreichte Polk die Nachricht, dass mexikanische Truppen am 25. April 1846 den Rio Grande überquert und zwei Dragonerkompanien mit 500 Kavalleristen unter Captain Seth B. Thornton überfallen und geschlagen hätten. Bei diesem Gefecht verloren die US-Amerikaner 63 Soldaten. Polk trat nun vor den Kongress und argumentierte, eine Kriegserklärung sei nicht nötig – es reiche festzustellen, dass durch Mexikos Handlung der Kriegszustand bestehe.

## Texas Rangers im Nueces-Streifen
1874 wurde der Westen von Texas von plündernden und mordenden mexikanischen und indianischen Banden entlang des Rio Grande überzogen, und eine neue Ranger-Einheit unter Captain Leander H. McNelly wurde gebildet. Im Frühjahr 1875 kämpften sie im Nueces-Streifen gegen die schlimmsten Banden und benötigten mehrere Monate, um dort Bandenumtriebe wieder einzudämmen. Bei der Verfolgung von Banditen oder der Wiederbeschaffung von gestohlenem Vieh machten die Ranger nicht vor den internationalen Grenzen halt, sondern operierten auch im Staatsgebiet Mexikos. In den nächsten Jahren brachten sie auch mehr als 3.000 texanische Gesetzlose zur Strecke, wie den Bankräuber Sam Bass oder den berüchtigten Revolverschützen und Serienmörder John W. Hardin.

## Der Nueces-Streifen in der Belletristik
- In dem 1986 mit dem Pulitzer-Preis ausgezeichneten Roman Weg in die Wildnis (Original: Lonesome Dove) beschreibt Larry McMurtry den Weg zweier ehemaliger Texas Rangers, Teile der Handlungen spielen im Nueces-Streifen.
- Philipp Meyer thematisiert in seinem 2014 für den Pulitzer-Preis nominierten Roman The Son unter anderem die Auseinandersetzungen zwischen anglo-amerikanischen Siedlern und aus Mexiko stammenden Siedlern im Nueces-Streifen.

## Einzelbelege
1. 1 2  Robert Leckie: The Wars of America. Evanston/London/New York 1968. S. 325.
2. ↑  William Dusinberre: Slavemaster President. The Double Career of James Polk. New York 2003. S. 133.
3. 1 2  Timothy J. Henderson: A Glourious Defeat. Mexico and its War with the United States. New York 2007. S. 148
4. 1 2  William Dusinberre: Slavemaster President. The Double Career of James Polk. New York 2003. S. 135.
5. ↑  Hans-Ulrich Wehler: Grundzüge der amerikanischen Außenpolitik I: 1750–1900. Von den englischen Küstenkolonien zur amerikanischen Weltmacht. Frankfurt a. M. 1984. S. 127.